# Anți

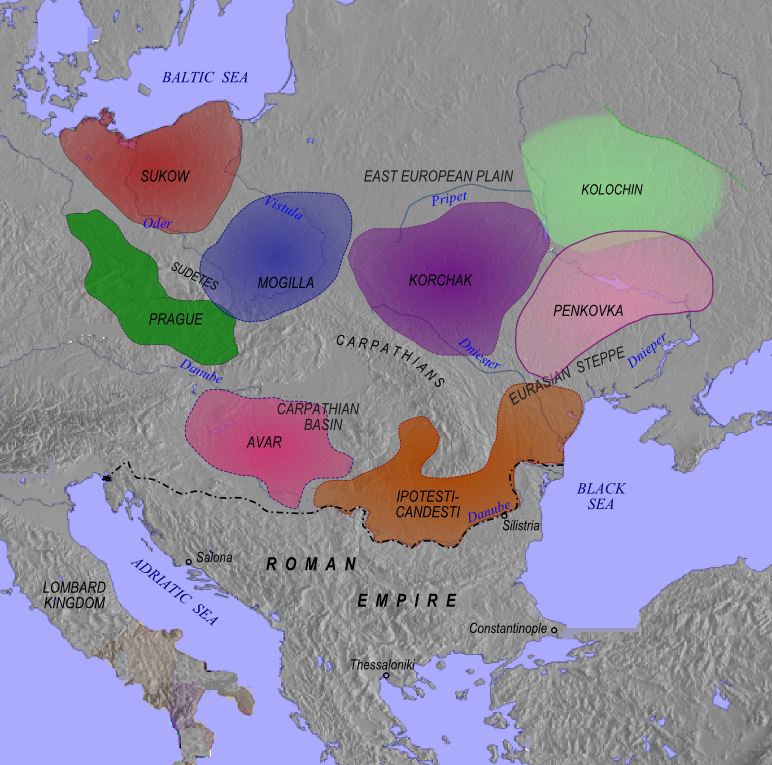
Culturi arheologice de la începutul secolului al 7-lea identificate cu slavii timpurii.

Anții (latină: antae, în greacă Áνται) au fost o ramură a slavilor timpurii; ei au avut o organizare statală tribală care a existat în secolul al VI-lea în regiunea dintre Dunărea de Jos și în nord-vestul Mării Negre (Republica Moldova de azi și centrul Ucrainei). Ei sunt frecvent asociați cu cultura arheologică Penkovka.

## Istorie
Menționați pentru prima dată în 518, anții au invadat Dioceza Tracia undeva între 533 și 545. La scurt timp după aceea, au devenit foederati bizantini (adică aliați ai Bizanțului), primind plăți în aur și un fort numit Turris, undeva la nord de Dunăre (unii cercetători identifică Turris cu Cetatea Albă din Ucraina), într-o poziție de importanță strategică, care să prevină atacurile barbare.
Astfel, între 545 și anii 580, mulți anți au luptat ca soldați în diverse campanii bizantine.
Anții au fost în cele din urmă atacați și distruși de avarii panonici, la începutul secolului al VII-lea.

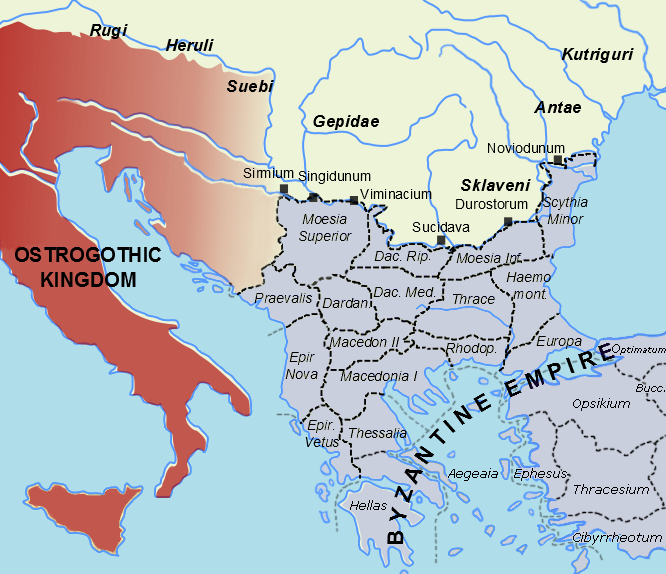
Situația Politică din sud-estul Europei ~ 520 e.n. – perioada post-hunică și înainte de recucerirea bizantină a Italiei Gotice.

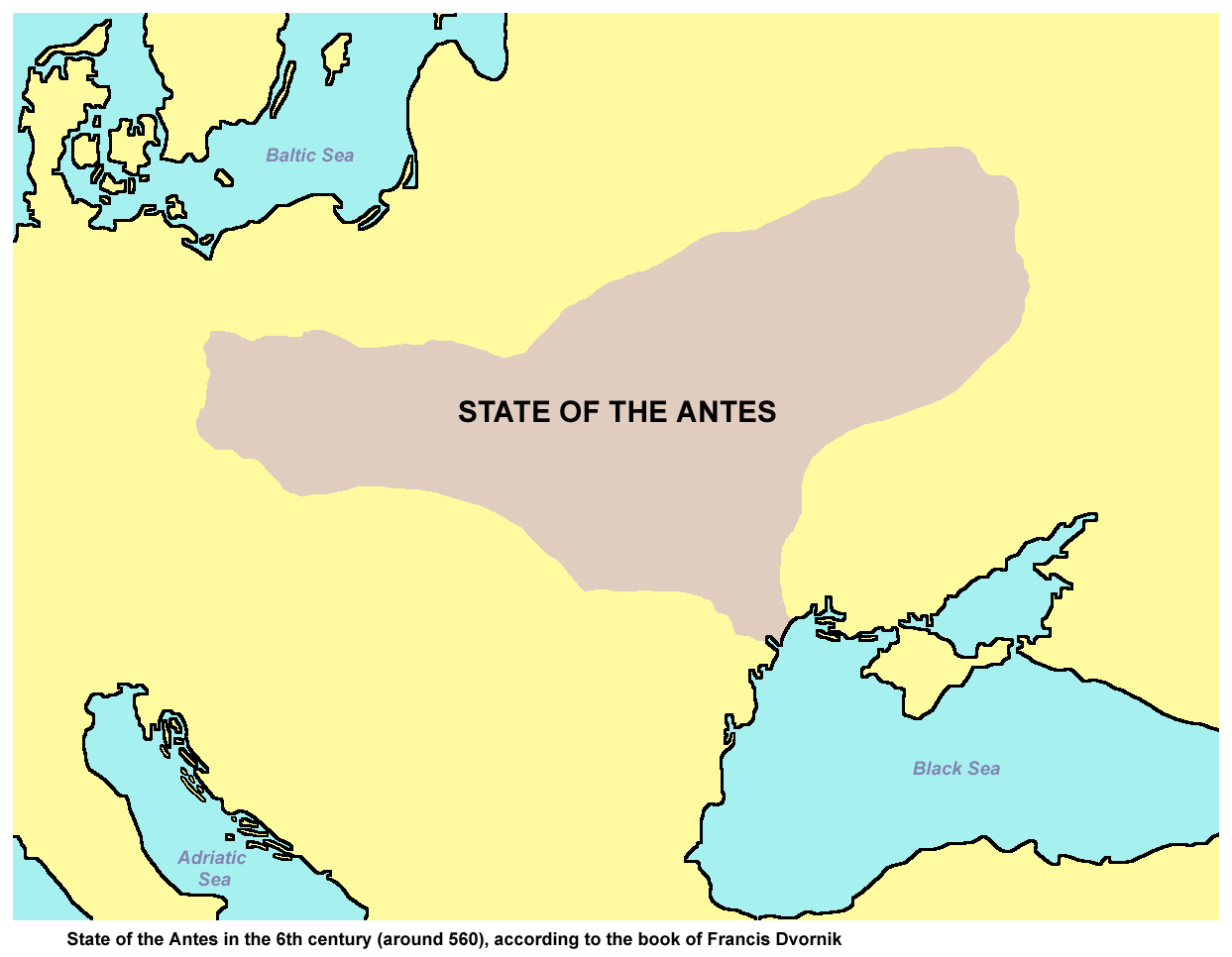
Hartă prezentând statul anților în secolul al VI-lea (în jurul anului 560), în conformitate cu cartea lui Francis Dvornik

### Localizarea în secolul al VI-lea

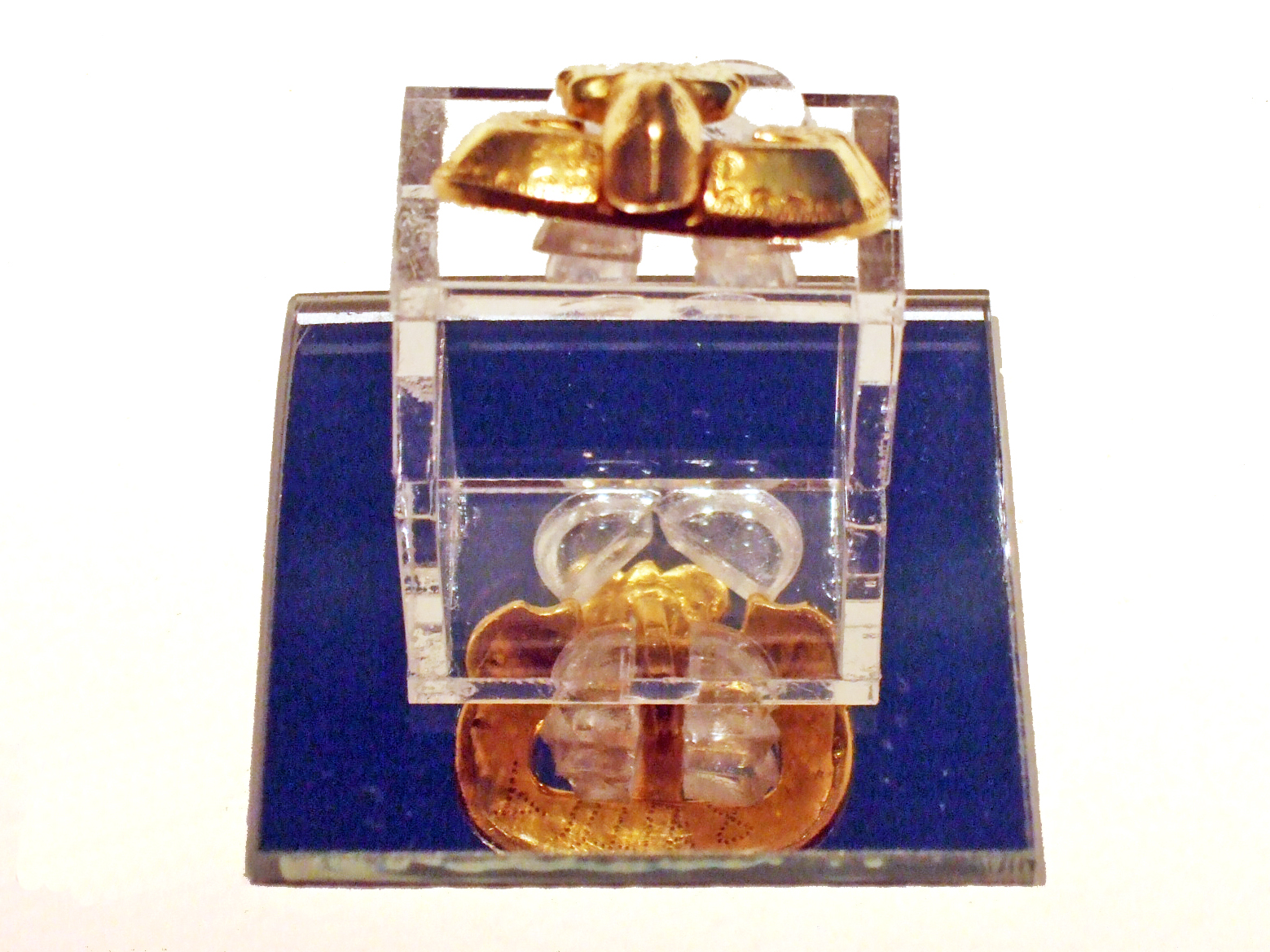
O cataramă de aur din mormântul din Ödenkirche, domeniul Keszthely-Fenékpuszta,
Zala, Ungaria; pe partea inferioară este inscripția greacă ANTIKOY, „cuceritorul anților”.

Iordanes și Procopius au fost văzuți ca surse extrem de importante în localizarea anților cu o mai mare precizie. Jordanes (Getica 25) afirmă că au locuit „de-a lungul curbei Mării Negre”, de la Nistru până la Nipru. P Barford se întreabă dacă acest lucru implică faptul că au ocupat stepa sau regiunile mai la nord; deși cei mai mulți cercetători, în general, îi văd pe anți în zona de silvostepă din stânga Nistrului. În contrast, Procopius îi localizează pe anți doar dincolo malurile de nord ale Dunării (Războaiele V, 27,1–2) (adică Valahia). Lipsa de coerență și erorile evidente în geografia lor dovedește că autorii aveau  cunoștințe  geografice vagi despre „Sciția”.

## Urmași
Din fosta federație a anților, următoarele triburi au evoluat pe teritoriul ucrainean:
- Severianii - din cursul inferior a râului Desna și cursul superior al râurilor Seim și Sula
- Polanii între Kiev și Roden
- Drevlianii între râurile Prîpeat și Forîn
- Dulebii în Volînia între Vistula, Bugul de Sud și Stîr
- Croații albi, la nord de Munții Carpați
- Ulicii, de-a lungul malul stâng al Bugului de Sud
- Tiverții, între Nistru și Prut[necesită citare]

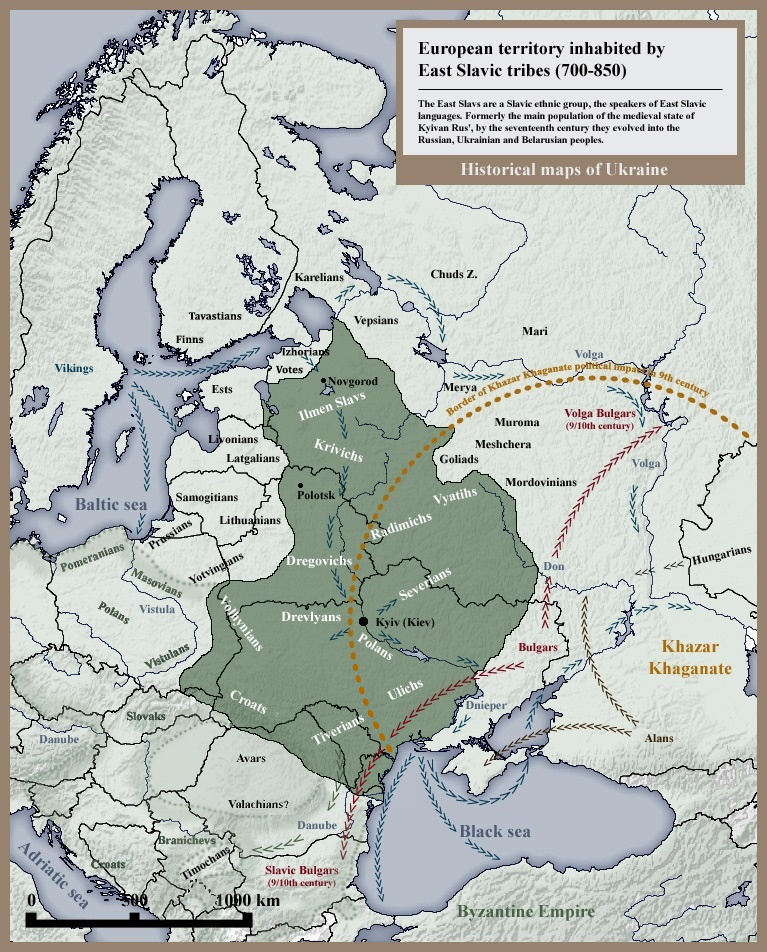
Teritoriul european locuit de triburile slave în secolele 8 și 9.

## Șefi anți
- Boz⁠(en)[traduceți] (fl. 376-80), rege al anților și primul conducător slav cunoscut
- Dabragezas (fl. 555-56), a condus flota Romană în Crimeea împotriva pozițiilor persane
- Idariz (fl. 562), tatăl lui Mezamir
- Mezamir (fl. 562), puternic archonte al anților
- Kelagast (fl. 562), fratele lui Mezamir
- Musokios (fl. 592), monarh
- Ardagast (fl. 584-97), comandant și șef de armată al lui Musokis
- Pirogast